# 15427 Shabas
15427 Shabas (1998 SP61) là một tiểu hành tinh vành đai chính được phát hiện ngày 17 tháng 9 năm 1998 bởi Dự án nghiên cứu tiểu hành tinh gần Trái Đất Lowell.